# Рубен Юрій Янович
Юрій Янович Рубен (Рубеніс) (латис. Jurijs Rubenis; 15 квітня 1925, Могильов, Білоруська РСР — 14 березня 2004, Рига, Латвія) — латвійський радянський партійний і державний діяч. Депутат Верховної ради СРСР 8—11-го скликань (1970—1989), депутат Верховної Ради Латвійської РСР. Кандидат у члени ЦК КПРС у 1971—1989 роках.

## Життєпис
Народився в родині військового.
У січні 1943 року призваний ло лав РСЧА Кіровським РВК м. Чкалова. Учасник німецько-радянської війни. Воював на Карельському фронті на посаді радиста 815-го артилерійського полку 262-ї стрілецької дивізії. 3 червня 1943 року отримав важке осколкове поранення, внаслідок якого втратив праве око. Демобілізований за станом здоров'я у 1943 році.
З вересня 1943 по лютий 1946 року навчався у Московському вищому технічному училищі імені Баумана. У лютому 1946 року перевівся до Латвійського державного університету.
У 1951 році закінчив механічний факультет Латвійського державного університету.
З квітня 1951 по вересень 1952 року працював інженером-технологом на ризькому заводі «Компресор».
У вересні 1952 — січні 1955 року — 1-й секретар Пролетарського районного комітету ЛКСМ Латвії міста Риги.
Член КПРС з 1953 року.
У січні 1955 — вересні 1958 року — інструктор, заступник завідувача промислово-транспортного відділу Ризького міського комітету КП Латвії.
У вересні 1958 — серпні 1960 року — слухач Вищої партійної школи при ЦК КПРС.
У листопаді 1960 — січні 1963 року — 1-й секретар Лієпайського міського комітету КП Латвії.
У січні — червні 1963 року — завідувач відділу партійних органів ЦК КП Латвії.
У червні 1963 — квітні 1966 року — 1-й секретар Ризького міського комітету КП Латвії.
15 квітня 1966 — 5 травня 1970 року — секретар ЦК КП Латвії.
5 травня 1970 — 6 жовтня 1988 року — голова Ради міністрів Латвійської РСР.
З жовтня 1988 року — персональний пенсіонер союзного значення. Працював консультантом інженерного центру «Дельта» інституту Держплану Латвійської РСР. Мешкав у Ризі, де й помер.

## Нагороди
- три ордени Леніна;
- орден Жовтневої Революції;
- орден Вітчизняної війни 1-го ступеня (11.03.1985);
- два ордени Трудового Червоного Прапора;
- медалі.